# Злотий Сток
Злотий Сток (пол. Złoty Stok, чеськ. Rychleby, нім. Reichenstein) — місто в південно-західній Польщі, біля підніжжя Золотих гір. Належить до Зомбковицького повіту Нижньосілезького воєводства.

## З історії міста і золотодобувних копалень

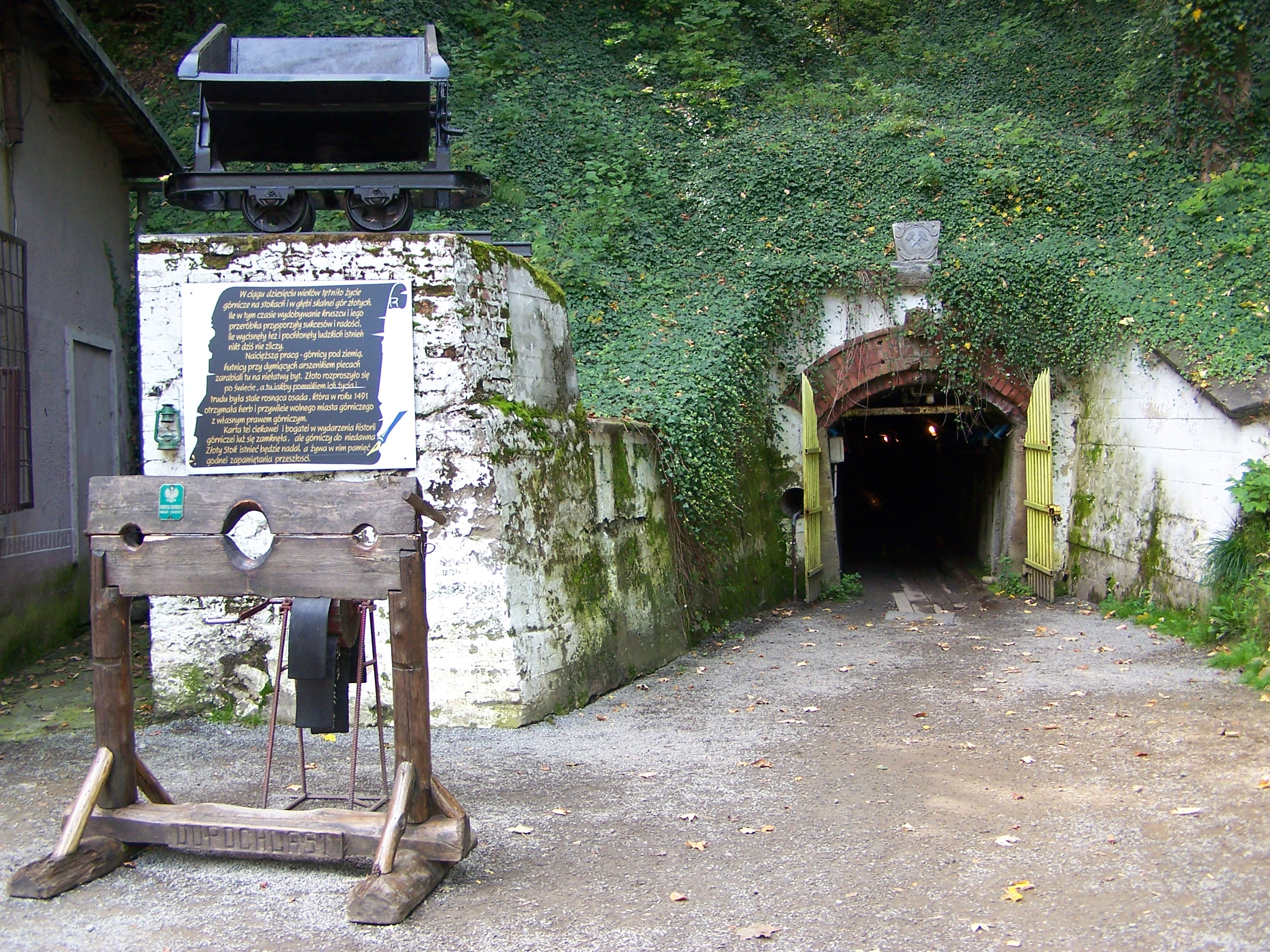
Гірничий музей

У 1249 р. цистерціанці оселилися в Камінець-Зомбковицькому монастирі поблизу майбутнього Злотого Стоку й розпочали пошуки місцевих руд. Вже в 1273 р. вони отримали від Вроцлавського і Краківського князя Генріха Пробуса гірничій привілей на розвідку й розробку корисних копалин. З XIV ст. починаються періоди стрімких злетів і падінь місцевого золотовидобутку, що пов’язано з різним вмістом золота в рудних тілах (найбагатші включали близько 14 г/т). Хоча щорічний середній видобуток золота за XIV – XVI ст. становив близько 140 кг (приблизно 10% від загального європейського), були окремі періоди, коли отримували в декілька разів більше, що прославило ці рудники по всій Європі. Агрікола писав у середині XVI ст.: "Золото знаходять у кількох місцевостях... Проте більше за інших процвітає золотий рудник у Райхенштайні”. У місті карбувалися золоті монети номіналом 10 дукатів , які мали широкий міжнародний обіг. У 1483 р. Злотому Стоку надано статус гірничого міста, а рудокопам пожалувані кутногорські гірничі права. 
За роки експлуатації родовища було витоплено 16 т золота й близько 125 т арсену. Загальна протяжність гірничих виробок, що розмістилися на 21 горизонті, становить близько 200 км (без урахування стволів та шурфів). На руднику збереглася значна кількість оригінальних гірничих виробок, що дозволило утворити тут шахту-музей золота. Найдавнішою виробкою підземної траси є штольня «Княжа», спорудження якої було розпочато у 1501 р.

## Демографія
Демографічна структура станом на 31 березня 2011 року:
|          | Загалом | Допрацездатний вік | Працездатний вік | Постпрацездатний вік |
| -------- | ------- | ------------------ | ---------------- | -------------------- |
| Чоловіки | 1455    | 237                | 1072             | 146                  |
| Жінки    | 1549    | 232                | 922              | 395                  |
| Разом    | 3004    | 469                | 1994             | 541                  |